# Bókay János utca
Bókay János utca est une rue de Budapest, située dans le quartier de Corvin (8e arrondissement). Elle est nommée d'après le pédiatre János Bókai (en).